# Oaxaca (dolina)
Dolina Oaxaca (šp. Valles Centrales de Oaxaca, tj. „Središnje doline Oaxace”) je zemljopisno i kulturno područje u središtu meksičke savezne države Oaxaca. Dolina se nalazi na gorju Sierra Madre i ima oblik izvijenog i naopakog slova Y, od kojeg svaki krak ima posebno ime: sjeverozapadni je Etla, centralno-južni je Valle Grande i istočni je Tlacolula. 
U dolini su živjeli Olmeci od oko 700. pr. Kr. ili najkasnije 500. pr. Kr., a od 500. pr. Kr.-800. godine u njoj je nastala zapotečka civilizacija koja se smatra jednom od najranijih kompleksnih društava Srednje Amerike, te kasnije i kultura Mixteca. U dolini se nalazi i veliki broj arheoloških lokaliteta kao što su:  Monte Alban, Mitla, San José Mogote i Yagul, a prapovijesne špilje Yagula i Mitle u Dolini Oaxaca su upisane na UNESCO-ov popis mjesta svjetske baštine u Sjevernoj Americi 1987. godine jer „su u njima pronađene 10.000 godina stare sjemenke iz porodice biljaka Cucurbitaceaei (bundeve i krastavci) i tučci kukuruza, koji su najstariji dokazi pripitomljavanja biljaka na kontinentu, što je naposljetku dovelo do procvata srednjoameričkih civilizacija”.
Danas se u njezinom središtu nalazi glavni grad države, Oaxaca de Juárez, također UNESCO-ova svjetska baština zbog znamenitih španjolskih kolonijalnih građevina.

## Povijest
Lovci-sakupljači su kao nomadi pristigli na ovo područje oko kraja ledenog doba, prije oko 10.000 godina, i uz poboljšanje klime postupno se više okreću prema sjedilačkom načinu života. Dokaz o ovoj postupnoj evoluciji, s naprednim pripitomljavanjem i poboljšanjem biljnih vrsta što dovodi do pojave društva temeljenog na poljoprivredi, pronađene su u dvije stalno suhe špilje (Guilá Naquitz i Cueva Blanca), jednom skloništu u stijenama (Martinez) i jednoj špilji na otvorenom (Geo Shih). U njima su iskopani neke od najranijih primjera udomaćenih biljaka koji, iako tek kao fragmenti, ipak opisuju ovaj kompleksan proces.
Monte Albán je bilo jedno od prvih pretkolumbovskih naselja koji je imao osobine pravoga grada, a odlikovao se gustom naseljenošću i strogim urbanizmom. Najviše građevina gradi se u kasnom klasičnom periodu, odnosno u vrijeme dolaska Zapoteca koji ga naseljavaju oko 500. pr. Kr. i doživljava procvat sve do 900. godine. 
U dolini se oko 800. javlja novo pleme, Mixteci, što dovodi do konflikata sa Zapotecima. Ovo bi mogao biti uzrok što Zapoteci napuštaju Monte Alban, a Mixteci počinju koristiti neke njihove grobnice za pokop svojih vladara. Zapoteci su ga postupno, između 800. i 900., te u potpunosti do 1200. god., napustili i otišli u Mitlu. Grad je bio gotovo u potpunosti napušten u vrijeme dolaska Španjolaca u 16. stoljeću.
Yagul odražava jedan od niza malih gradova-država koji su se pojavili nakon pada Monte Albana, sa svojim manjim satelitskim naseljima širom doline kao što su na naselja Caballito Blanco (mreža naselja razmaknutih u intervalima od oko 5 km).
S dolaskom Španjolaca u 16. stoljeću, seoski upravitelji su uspjeli zadržati svoje posjede i nisu odoljeli invaziji. Hernán Cortés, koji je imenovan prvim markizom doline, uspio ju je zaštiti od ogromnih promjena koje su se događale u ostatku Meksika. No, do 17. stoljeća, nastaju veliki španjolski posjedi (haciendas) i male farme s najamnim radnicima (laboras), pružajući lokalnom tržištu s proizvodima životinjskog podrijetla i žitarice. Iz tog vremena se blizu Yagula nalaze ostaci hacijende Soriano s uređenom kapelom.
U ranom 20. stoljeću događaju se velike agrarne reforme u Meksiku. Primjer je Zajednica Unije Zapata u dolini Oaxaca koja se pojavila 1930-ih kao ejido (ranč), a koja je nakon oružanih sukoba podijeljena među 20 obitelji bez zemlje (peons). Tu nije bilo dovoljno zemlje za zajednicu, i nezadovoljstvo se nastavlja i danas između zemljoposjednika.
- Južna platforma Monte Albana s Oaxacom u pozadini
- Panorama grada Oaxace
- Panorama Yagula
- Palača u Mitli
- Stijena s uklesanom ljudskom figurom